# پائول اجنیو
پائول اجنیو (انگلیسی: Paul Agnew؛ زادهٔ ۱۵ اوت ۱۹۶۵) بازیکن فوتبال اهل بریتانیا است.
از باشگاه‌هایی که در آن بازی کرده‌است می‌توان به باشگاه فوتبال وست برومویچ آلبیون، باشگاه فوتبال کلیفتون‌ویل، باشگاه فوتبال گریمزبی تاون، باشگاه فوتبال ویسبچ، و باشگاه فوتبال سوانزی سیتی اشاره کرد.